# アンセスター
アンセスターとはコンピュータゲーム『スーパーロボット大戦』シリーズに登場する架空の組織である。初出は『スーパーロボット大戦α外伝』。
アンセスターとは「先住民」の意味を持つ。

## 概要
αシリーズ
自らを「地球の後継者」と名乗る組織。当初はイノセントのひとつと考えられていた。 恐竜帝国の様に話し合いが不可能な相手とは相まみえる事もあったが基本的に地球環境管理のため過度の干渉を控える立場を取っていた。やがて戦いを止めない人類を見限り、人類を駆除したのちマシンナリーチルドレンが地球の管理者になるべきという結論に到達し、自らが正当な地球の支配者を主張してプリベンターに敵対する。
その大元は新西暦時代にアースクレイドルで人工冬眠していた人間達だが、既にアースクレイドル内乱の際にゼンガー・ゾンボルトを除いて全滅し、ソフィア・ネートはメイガスの制御人格と化している。ゼンガーも精神制御を受けて手駒と化し、配備されていた機動兵器はマシンセルの暴走で変形・変質した結果異形の兵器となった。

### アースクレイドル
αシリーズ
種の保存を目的とした「プロジェクト・アーク」の一環で建設された巨大地下冬眠施設。名前は直訳すれば「大地の揺りかご」となる。アフリカ大陸に存在し、プロジェクト責任者であるソフィア・ネート博士が開発した自立スーパーコンピューター、メイガスによって管理される。内部には人工冬眠施設以外にも食料プラント、工業プラントなどが存在する。地表に見える黒い半球はクレイドル本体ではなく、「メイガスの門」と通称されるエレベーター部であり、表面のベルトによって地表を切削し、アースクレイドルまで沈降する仕組みとなっている。
ビアン博士が異星人への徹底抗戦を掲げたため、その理念に反するアースクレイドルは当初は建造が中止されていたが、ヌビア・コネクションの資金援助により秘密裏に完成を見る。イージス計画が未遂に終わって地球が一度壊滅した『α外伝』の未来世界では、『第2次スーパーロボット大戦α』以降の歴史とは別に人工冬眠が続いたが、アースクレイドル内乱によってアンセスターの本拠地と化してしまっている。但し台詞からは過去に一度大破した後に自己再生能力によって復活した事がうかがえる等、後続の各シリーズとのリンクもなされている。
『第2次α』のゼンガー編にてソフィアや軍事責任者として参加していたゼンガーらが人工冬眠に入った後、地底勢力（邪魔大王国）の襲撃により大破。生存者はゼンガーとソフィアの2人だけであった（なお、他のルートには登場しない）。
『第3次スーパーロボット大戦α』では、前作のゼンガー編の続編であるトウマ編以外のルートでは、突如として地上に浮上、中にいた人間達の人工冬眠も解除された。ただゼンガーの言からすると、地底帝国の襲撃を受けた模様。その際行われたクレイドル防衛部隊と地底帝国との戦闘でクレイドルは大破した。
同様の建造物として月に建設されたムーンクレイドルがあり、『第2次α』では火星にマーズクレイドルを建設する計画が予定されている。
OGシリーズ
「プロジェクト・アーク」の一環として、EOT特別審議会の手で建設が計画されていた地下冬眠施設。建設予定地はアフリカのケニア周辺。こちらも建設は中断されていたが、DC残党により建設が続行され本拠地として利用される。彼らが敗北してからはソフィアの判断により門戸を閉ざし、予定通り長期冬眠に入る。
『スーパーロボット大戦ORIGINAL GENERATION2』においてはソフィアの意に反し、イーグレット・フェフの手で再びノイエDCならびにシャドウミラーの拠点として利用されることとなる。最終的にはテツヤ・オノデラ指揮するクロガネ隊の攻撃を受け、フェフやアーチボルト、アギラもろとも完全に壊滅し地の底に消えた。
なお、OGシリーズではアースクレイドルより先にムーンクレイドルが完成しており、管理はマオ・インダストリーが担当している。ムーンクレイドルはアースクレイドルと同じ目的で建設されたとみられるが、主に月面都市の住民達への緊急避難所として活用されている。アースクレイドルと同様に拠点として有力であるため、インスペクターから狙われた。

## 人物
『OG』に登場したキャラクターのスペルはOG特典小冊子より。由来が明確な者以外はファーストネームのみを記す。北米版『OG』でスペルが異なるものは（日本版 / 北米版）の順に表記する。

### メイガス
声優：土井美加
アンセスターのリーダー。その正体はイーグレット・フェフによってマシンセルを注入されたソフィア・ネートの人格を取り込んだコンピュータである。容姿はソフィア博士そのものであるが、性格は機械的かつ怜悧。マシンナリー・チルドレンの3人や精神操作で支配下に置いたゼンガーを手駒に、人類の抹殺を企てた。乗機はアウルゲルミル。
ただしソフィアとしての人格も内包しており、その事からゼンガーの件等から自分も前線に出たり、イージス計画を完全に破綻させ未来の自分たちの存在すら危うくするといった行動も取る。
『OG2』では、「メイガス」の名前を持つコンピュータは2台存在することが明かされている。「メイガス・ケーナズ」 (Magus Kenus) はスクールの訓練生の教育用に使われたプロトタイプで、「メイガス・ゲボ」 (Magus Gebo) がアースクレイドルの中枢コンピュータであるという。『α外伝』では特にどちらという区別はない。また、『第2次α』のアラドとカミーユの会話によれば、メイガス・ケーナズにはOVAのような人格プログラムは搭載されていないらしい。カミーユは「メイガス」の名からアンセスターとスクールの関係について思い当たるところがあった模様。
『第2次α』ではゼンガー編の冒頭でゼンガーを目覚めさせた後、「メイガス」自体がククルの手により破壊されてしまった。
専用BGMは「眠れ、地の底に」。

### ソフィア・ネート
(Sophia Nate)
声：土井美加
『α外伝』『第2次α』『第3次α』などに登場。元DCの科学者。
LTR機構の科学者安西エリとは同期。穏和で知的な女性だが、その外見から冷徹な印象を与えることも多い。来るべき異星人の侵略から逃れるべく、アースクレイドルの建造をDCで行ったが、ムーンクレイドルの建造が優先されたためにDCを離れ、独自にアースクレイドルを建造した。その後人工冬眠に入ったが、フェフによってコンピュータ・メイガスの制御に利用されてしまう。エアロゲイターの自己増殖金属ズフィルード・クリスタルを解析し、自己増殖が可能な金属細胞「マシンセル」を開発したのも彼女である。レーツェル曰く、ゼンガーの「心の伴侶」。アースクレイドル内乱後はテスラ・ライヒ研究所でエリとともに超機人の研究を行っている。
α外伝に置いてメイガスが戦闘に敗れた際。ソフィアとしての人格が戻り、メイガスに自分たちの使命が終わった事を諭したり、ハードルートにおいては未来世界の人間をアウルゲルミルの力を使って元の世界に戻したりと本来の役目を全うし、命を終える。
OGシリーズではマシンセル注入が未遂に終わったため、メイガス化は免れた。また、現時点では『第2次α』『第3次α』のようなゼンガーとの恋愛関係はない（ゼンガーの告白ともとれる前口上もメイガスに囚われていたため、はっきりとは聞いていない）。争いを好まぬ性格から、ゼンガーに戦う理由を問うこともあった。アースクレイドルを逃げ道としての手段としか思っていなかったことを悔やんでいる。

### ゼンガー・ゾンボルト
声優：小野健一
初登場は『スーパーロボット大戦α外伝』。元DCのテストパイロット。
「メイガスの剣」を名乗り、その言葉に相応しい実力を持っている。『α外伝』ではマシンナリー・チルドレンにより精神制御を受けてメイガスの手駒となる物のプリベンターとの戦いでどんな形であれ自分を取り戻す。
愛機はグルンガスト参式がマシンセルで変化したスレードゲルミル。
ロイ・フォッカーはゼンガーの名を知っており、漫画版では旧友となっている（当時は下戸設定が無かったため、フォッカーの回想では酒を飲み交わしながら語り合っていた）。
ハードルートのエピローグではアースクレイドルの墓守としてソフィアを見守ると誓いを立て、涙を流す。
なお、『α外伝』のゼンガーは髪の色が紫になっている（他作品では灰色）。
専用BGMは「THE GATE OF MAGUS」。
OGシリーズや『第2次α』『第3次α』におけるゼンガーについてはクロガネクルーを参照。

### イーグレット・フェフ
(Eagret / Egret Feff)
声優：堀内賢雄
元DCの科学者。『α外伝』で名前のみ登場していたが、キャラクターとしては『スーパーロボット大戦ORIGINAL GENERATION』が初登場となる。ただし、その外見はスレードゲルミルのデザイナーである富士原昌幸が過去にアンソロジーで登場させた時のデザインが元になっている。イーグレットは「鷺の仔」の意味。
アースクレイドルの建設に関与した技術者だが、アースクレイドルを自らの野望のために利用しようと考えており、ソフィアもそのために利用していた。身体的・精神的に未熟な人類を駆逐し、完成された人造人間「マシンナリー・チルドレン」による繁栄を望んでいる。『α外伝』ではソフィアにメイガスを組み込んだが、その矢先にゼンガーに殺される。身体能力や治癒力において極めて優れているアラド・バランガのことは、彼を落ちこぼれと評するアギラ・セトメとは対照的に高く評価しており、後に自身の製作したマシンナリー・チルドレン達のベースにアラドの遺伝子を採用している。
アースクレイドルでの決戦では量産型のベルゲルミルに搭乗し、『OG2』ではスレードゲルミルの捨て身の攻撃に巻き込まれて消息不明となる。『OGs』ではスレードゲルミルの「斬艦刀・星薙の太刀」で乗機ごと粉砕されて死亡したと思われたが、事後処理に訪れたクライ・ウルブズに回収された後ツェントル・プロジェクトで蘇生されて、ガイアセイバーズでマシンナリー・チルドレンのみで構成されたアルファ・セイバー部隊の指揮を執るが、鋼龍戦隊との交戦の末に敗北し死亡した。その時の乗艦はシャドウミラーが使用していたトライロバイト級。
『OGIN』では不利になったアギラ達を見限り、ウルズと共にアースクレイドルを去った。

## マシンナリー・チルドレン
(Machinery Children)
アースクレイドルの研究者イーグレット・フェフによって、ブーステッド・チルドレンの遺伝子の優秀な部位を元にマシンセルを用いて製作された人造人間の総称。人間とは一線を駕す能力を持っており、ゲイム・システムにも耐えられる。オリジネイターであるウルズを基に3号から15号のアルギズまで16体のマシンナリー・チルドレンが存在している。全員基本的に能力は変わらないが、フェフは量産型の生産、そしてイングシリーズ (Ing Series) の展開を踏まえそれぞれ性格に変化を持たせている。OGシリーズでは生みの親であるフェフのことを「パパ」と呼んでいる。身体には、元スクールのブロンゾクラスの被験体であったアラド・バランガの遺伝子が採用されているため、外見はアラドに似ている（実際にはマシンナリー・チルドレンの方が先にデザインされ、また『OG2』まで両者は無関係であった）。漫画『ロストチルドレン』では女性型マシンナリー・チルドレンも登場しているが、未完で終了したため詳細は不明。

### イーグレット・ウルズ
(Uruz)
声優：石田彰
初登場は『スーパーロボット大戦α外伝』。青色（『α外伝』では銀色）のベルゲルミルに搭乗する。ウルズはルーン文字で「野牛」の意味を持つ。
フェフによって生み出されたマシンナリー・チルドレンのオリジネイター。スクールの被験体たちの遺伝子の優秀な部分を元にマシンセルによって生み出された。身体能力の最も高かったアラドが体のベースとなっているため、外見はアラドに似ている。冷静というより冷酷な性格。彼を基本として、以降のマシンナリー・チルドレン（アンサズやスリサズなど）には故意に性格に変化を持たせてあり、これは今後の量産型マシンナリー・チルドレンのため、および、イングシリーズと呼ばれるマシンナリー・チルドレンの礎でもあったらしい。『OG2』や『OGIN』では、フェフが「お前を失えば、今後の計画を大幅に修正しなくてはならなくなる」と述べている。
『OG2』では直接交戦する機会がなく、ウルズがベルゲルミルに搭乗する姿はアースクレイドルにおけるダイゼンガーとのイベント戦闘でのみ見られる（しかもダイゼンガーに一刀両断されてしまう）。『OG外伝』における「シャッフルバトラー」で、相手とどちらかが必殺攻撃を引き当てた場合のみ、戦闘デモを見ることができる。『OGIN』ではフェフと共にアースクレイドルを立ち去った。なお同作では耳が尖っている（アンサズ、スリサズも同様）。
『第2次OG』ではゼンガーに敗北後に再生して「エグレッタ・ウーノ」と名乗って仮面をかぶり、ガイアセイバーズのアルファ・セイバーの隊長を務めるが、自分にはない能力を持ったイングに対して異常なまでの憎悪を抱き、抹殺する事に執念する。その時の搭乗機はキャニス・アルタルフ。最終的には、ガイアセイバーズの本拠地であるグランド・クリスマスと名を変えたアイドネウス島での決戦で敗北し、エグゼクスバインのブラックホール・バスターキャノンで塵も残さず戦死した。その時の専用BGMは「THE GATE OF MAGUS」。

### イーグレット・アンサズ
(Anthuz Egret)
声優：石田彰
初登場は『スーパーロボット大戦α外伝』。白い（『α外伝』では青い）ベルゲルミルに搭乗する。
ウルズをベースに生み出されたマシンナリー・チルドレン。残虐な性格をしている。『OG2』ではアースクレイドルでの決戦でクロガネ隊に敗れ戦死した。
『OGIN』ではアラドと記憶を取り戻したゼオラをゲイム・システムであしらうが、2人の連携攻撃「ツインバード・ストライク」で乗機を真っ二つにされ戦死した。

### イーグレット・スリサズ
(Thurisuz Egret)
声優：石田彰
初登場は『スーパーロボット大戦α外伝』。赤いベルゲルミルに搭乗する。
ウルズをベースに生み出されたマシンナリー・チルドレン。性格は狡猾で情緒不安定。マシンナリー・チルドレンであることに高いプライドを持ち、それ故に自分の身体のベースが落ちこぼれのアラドであることが許せず、彼に深い憎しみを抱いている（ウルズやアンサズも同様であるが、スリサズが顕著）。目的のためには手段を選ばず行動する。『OG2』ではアースクレイドルでの決戦でクロガネ隊に敗れ、マシンセルの修復が間に合わず、アラドに「俺もお前も同類」と罵倒されながら戦死。『OGs』の辞典ではアンサズが3号、スリサズが2号となっている。
『OGIN』では戦闘中に記憶を取り戻し離反したゼオラの攻撃で怯んだ隙を突かれ、ビルトビルガーのスタッグビートル・クラッシャーでコクピット部を両断され戦死した。

### イーグレット・イング
声：岡本寛志
初出は、『スーパーロボットマガジン』Vol.13 - Vol.14で環望が連載した漫画『ロストチルドレン』から。
記憶喪失のはぐれマシンナリー・チルドレン。外見上ウルズ達とさほどの差異は無いが（肌の色は人間と同じであるが、初期のイーグレット達同様擬態の可能性もあり）、ウルズ達とはまったく異なる常識的かつ良識的な性格で、別のシリーズである模様。『ロストチルドレン』の舞台となる、「イージス計画が成功し、アースクレイドルが破壊され、未来世界と違う道を歩み始めた『第2次α』以降の世界」において本来存在しないはずの存在であり、未来世界でウルズ達と戦ってきたαナンバーズ（未来世界を知る者達）から敵視されることになる。その後αナンバーズを抜けていた（未来世界を知らない者達）シーブック・アノーやセシリー・フェアチャイルド、ブレンパワードの面々に保護されることになる。スーパーロボットマガジンVol.13表紙で一緒にいた少女ジュラともにアースクレイドルを目指す旅をするとされていたが雑誌休刊のために詳細不明のままである。
『OG』シリーズでは『第2次スーパーロボット大戦OG』が初出（公式サイトでは当作品が初登場とされているが、環望がブログにて『ロストチルドレン』のイングだと明かしている）。マシンナリー・チルドレンの22体目としてガイアセイバーズの一部隊アルファ・セイバーに所属していたが、ある理由からグランド・クリスマス（アイドネウス島）から脱走、追っ手のドゥバン率いるベータ・セイバーに阻まれてしまい搭乗機のキャニスを自爆させ逃れるも、それによって重傷を負い記憶も失ってしまう。その後、意識不明の状態でアイビスやラウル達に救助され、本格的な治療のためハガネに預けられる。ラ・ギアスで目覚めた後、優れたPT操縦技術を持っていたことから鋼龍戦隊に戦力として加わり、戦いながら自分が何者かを探るようになる。一人称は「僕」で、寡黙な性格。目上の人物に対してはきちんと敬語を使う。また、常人から外れた味覚を持っており、かなりの甘党でクスハ汁も平気で飲み干せる。
その正体は、ユーゼスがマシンナリー・チルドレンとバルシェムを組み合わせて作ったガンエデン用の人造マシアフ。そのためオリジネイターであるウルズにもない念動力の素質を持ち、他のMCにはない自我を持つ。イングがガイアセイバーズから脱走したのは、ユーゼスがイングの念動力を更に高めさせるため、そのように仕向けたものだった。封印戦争終結後、イルム、リョウト、リオから新たなチーム結成の勧誘を受ける。
『OGMD』の本編開始前に自身の新たな名前を決める際、イルム、リョウト、リオと共に考え抜いた結果「イング・ウィッシュ」に決めて改名した。
乗機は、アルブレード・カスタム、アッシュ→エグゼクスバイン。専用BGMは「22nd child」（アッシュ搭乗後）、「LOST CHILDREN」（エグゼクスバイン乗り換え後）。それぞれ「THE GATE OF MAGUSとVANISHING TROOPER」のアレンジである。（曲調に『TIME DIVER』らしき旋律も入っている）

## 機動兵器

### 採用技術
マシンセル(Machine cell)
アースクレイドルのソフィア・ネート博士が、ズフィルード・クリスタルの特性を基に生み出した自律型金属細胞。機動兵器を取り込む事で、自己再生のみならず自己進化までをもたらす機能を持っている。この影響で、量産型ヒュッケバインMk-IIはベルゲルミルに、グルンガスト参式はスレードゲルミルに進化しており、さらにはイーグレット・フェフによって製造されたマシンナリー・チルドレンもこの細胞を利用することで生み出された。
ゲイム・システム(GEIM System)
イーグレット・フェフが開発したマン・マシン・インターフェイス。T-LINKシステムがパイロットから機体に働きかけるのに対し、こちらは機体からパイロットに働きかけて同調させ、パイロットの情報把握能力を拡張して戦闘能力を向上させる（イングラムは「人間の脳を借りた無人機の制御装置」と評した）。
情報をパイロットに送り込むことにより、操縦訓練を受けていないシャイン王女でも戦闘を可能にし、さらに機体の索敵能力と王女の予知能力を合わせて驚異的な回避能力を発揮するなど戦闘能力を飛躍的に向上させた。しかし同時に、戦闘の生む高揚を無制限に増幅していき最終的には暴走状態にしてしまう副作用があり、搭乗者がシステムに取り込まれて廃人になる危険性を持つ。実際、テンペスト・ホーカーやテンザン・ナカジマはこのシステムに耐え切れず精神崩壊を起こし、命を落としている（ただしテンザンは会話が出来る程度には自我が残り、展開によっては死の間際に正気を取り戻す）。このシステムに長時間適応できるのは強化措置を受けたオウカ・ナギサやマシンナリー・チルドレンのみ。
ゲイム・システムが搭載された機体はヴァルシオン改、ラピエサージュ(ラピエサージュ・ファントゥーム)、ベルゲルミル、キャニス・アルタルフ。

### アウルゲルミル
英字武器名称のあるものは北米版『OG』における表記。北米版『OG』で名称が異なるものは（日本版 / 北米版）の順に表記する。
アースクレイドルのコアにメイガスが回収・解析し、マシンセルで修復したアストラナガンがブラックボックスとして組み込まれ、進化した形態。時間跳躍機能も備える。
名前の由来は、北欧神話に登場する「土の叫びの巨人」、「アウルゲルミル」から。
武装
イズンアイ
目から光線を発射する。
イミルアーム
下半身の茨状の触手を伸ばし、相手に絡み付いて攻撃する。
ドグマブラスター
腹部を突き破って半壊状態の（アストラナガン）が出現し、アウルゲルミル本体と共に巨大な球状のエネルギー砲を発射する。
デザイン
アンソロジー作家環望によるデザイン。
女性型、それもロングドレス姿をかたどっており、頭部はバラの花、バラの花びらをかたどったロングスカートの中の下半身はとぐろを巻いた茨状の触手になって地中に根を張っている。
OGシリーズでは、コアであるアストラナガンが存在しないこととソフィアのメイガス化の阻止、アースクレイドルの崩壊が重なっているために未登場。第2次OGに登場したアダマトロンがその誕生経緯等から、アウルゲルミルのポジションに位置する機体であるとも言える。
劇中での活躍
α外伝
イージーおよびノーマルルートの最終ボス。マイクロウェーブ送信施設破壊のため、イージス計画実施前の世界へ跳んだが、撃破される。ハードルートではラスボスである施設を襲撃したネオ・グランゾンとの戦闘後にソフィアの人格が回復した際、未来の仲間を元の世界へ送り届け、エネルギーを使い果たしメイガス共々役目を終え、消滅した。しかしブラックボックスであるアストラナガンは残り、時空間を彷徨った末に『第3次α』においてクロスゲートからアステロイドベルトに出現する。

### スレードゲルミル
グルンガスト参式をマシンセルで変異させた機体。
マシンセルによる自己修復機能により多少のダメージは瞬時に修復することが可能。さらに単独飛行能力も持つ。背部のスタビライザーによって安定した飛行性能を持つほか、ドリルのみの射出攻撃や、ドリルを装着しての格闘戦もこなせる。ただしマシンセルと深く結びついているがゆえに、その制御機構であるメイガスやアウルゲルミルが消滅すると機能不全に陥ってしまう（『α外伝』。『OG2』については後述を参照）。
グルンガストシリーズと同等の機体サイズながら、ゲームではMサイズ扱いである（『OGs』ではLサイズ）。
名前の由来は、北欧神話に登場する「力の叫びの巨人」 アウルゲルミルの子「スルードゲルミル」から。
武装
『α外伝』開発時、最後に戦闘アニメーションが作成されたため時間が足りず、武装は2種類のみであった（そのため、元の参式に搭載されているアイソリッド・レーザーとオメガ・ブラスターに相当する武器がない）。
ドリル・ブーストナックル (Drill Knuckle)
反転式スタビライザー兼ドリルクラッシャーを装着し発射するブーストナックル。射出中にぶつかりあうなどグルンガスト参式よりも動きが激しい。オリジナル同様、ATS（自動追跡装置）による追尾のほか、パイロットによるマニュアル誘導も可能。腕に装着したまま格闘武器として使用できる。装着せずブーストナックル単体またはドリルクラッシャー単体で射出、攻撃することも可能。
斬艦刀 (Colossal Blade)
参式斬艦刀がマシンセルによって強化されたもの。両肩に二口装備されている。日本刀状から大型化する参式斬艦刀とは大きく異なり、肩部装甲の一部（縁にある棘状の部分）が剥離・反転した後に長大な柄が現れて鍔と柄を構成、鍔からさらに長大なマシンセルの刃が伸びることで完成する。展開した刃の形状自体は参式斬艦刀と同様（日本刀状や曲刀状に変化するかはゲーム中では明らかでない）。刀身部分がマシンセルで構成されているため、刀身をエネルギー化することもできる。
斬馬刀がモチーフであるがその形状は現実のそれとは異なる（大鉾とも言える）。「艦しか斬れないのか」というツッコミに備えて、「斬機人刀」という名称も考えられていたが、語呂のよさで斬艦刀に落ち着いた。
なお、この斬艦刀のデザインに衝撃を受けたプロデューサーの寺田貴信が「こんな刀を振り回す奴なら」ということでゼンガーの口上を考えた。

必殺技
ドリル・インフェルノ
頭部の打突用兵器である超硬度インパクト・ヘッドは直接攻撃の他に、対物排除フィールドに似た力場を発生させ、それを旋転させ攻撃することが可能。頭突きのように連続で相手に打ち付ける。初出は単行本『鋼の救世主』内の設定で、『OGs』で正式に武装として追加された。グルンガストシリーズはコクピットが頭部にあるため、パイロットは体を大きく揺さぶられることになる（デザインした富士原昌幸の同人誌でウォーダンが「きつい技だ」と発言しており、ゼンガーも酔って嘔吐しそうになっていた）。
斬艦刀・電光石火
強力な突きによる衝撃波。ゲーム中の武装リストにはないが、『OG2』のイベントで使用。ダイゼンガーが使う技にも同名のものがある。
斬艦刀・一文字斬り
『α外伝』で斬艦刀の使用時に「斬艦刀・一文字斬り」（『OG2』でも使用）や「斬艦刀・稲妻重力落とし」とゼンガーが叫ぶ（後者の元ネタは『科学戦隊ダイナマン』のダイナロボが使用する「科学剣・稲妻重力落とし」）。攻撃時には咆哮するスレードゲルミルのカットインが入る。接近後に大きく回転して斬ったり、高速で接近しすれ違いざまに斬るなどのバリエーションがある。作品ごとに斬り方が異なり、『α外伝』では一度振りかぶり、外側から薙ぐようにして斬る。GBA版『OG2』ではジャンプして頭上で一回転させてから、『OGs』では通り過ぎざま袈裟懸けに切り裂く。
斬艦刀・星薙（ほしなぎ）の太刀
ドリル・インフェルノ同様、初出は単行本『鋼の救世主』。ゲームには『OGs』で追加された。エネルギー化した刀身を巨大な斬艦刀とし、地表もろとも（それこそ星ごと）薙ぎ払う。一文字斬り同様、咆哮するスレードゲルミルのカットインが入る。
デザイン
漫画家の富士原昌幸が担当。当初から「グルンガスト参式が変貌したもの」という設定があったため、「一見してグルンガストとわからないように、よく見ればグルンガストとわかるように」という注文がつけられた。
股間のフロントアーマーにはDCのエンブレムが入っている。OGシリーズではシャドウミラー所属の機体だが、敵の誤認・混乱を誘うためあえてマークは残されている。
デザインの途中で富士原がイナズマの如き天啓を受け、頭部に巨大ドリルを装備するという案が出された。このドリルを使った頭突き攻撃（ドリル・インフェルノ）も考案され、戦闘アニメまで考えられていたが、没を喰らいドリルは外されてしまった。しかしシルエットはそのままで、ドリルは巨大な角という形に置き換えられた。このドリルの頭突き攻撃は富士原もかなりお気に入りだったようで、単行本『鋼の救世主』では、マジンカイザー相手にスレードゲルミルが頭突き攻撃を行っている。そんな経緯から、後に『OGs』において技として追加された（ドリルの代わりに角が回転する）。
劇中での活躍
α外伝
アースクレイドルに配備されていたグルンガスト参式がアンセスター内乱時に暴走したマシンセルで変化したもの。コウたちは本機を「接近戦用」と推測し、実際そういった設定であるが、敵として出現する際は最大射程が非常に長く遠距離戦にも対応する。中盤から登場し、耐久力・攻撃力とも高い。ハードルートでは最終盤に自軍加入する。正気に戻ったゼンガーは、外見が異なっているにもかかわらず本機を参式と呼ぶ。
OG2
「向こう側」の世界でシャドウミラーがテスラ研にて入手したグルンガスト参式を、「こちら側」の世界でマシンセルを利用して変異させたもの。パイロットはゼンガーのコピーでもあるWシリーズの一人、ウォーダン・ユミル（W15）。一人乗りだが、本来二人乗り（参式は分離・合体機構を採用）であるためか制御装置が2箇所に付いている。この制御装置を破壊されるとマシンセルによる修復機能が停止する。キョウスケは片方のコックピット部のみを狙ったために制御装置の破壊に失敗した（修復を遅らせることはできた）が、ゼンガーは機体の中央線を断つことで2つの装置を同時に破壊してマシンセルの制御を停止させた。アースクレイドルでダイゼンガーと死闘を繰り広げ、敗れる。その後ソフィアをゼンガーに託し、捨て身の特攻（『OG2』。『OGs』では「星薙の太刀」）でフェフ博士や量産型マシンナリー・チルドレンが乗る複数の量産型ベルゲルミルを全滅させた後、ウォーダンと共に散っていった。中盤から登場し、10万を超えるHPと回復能力、高い攻撃力をもつ強敵。GBA版第30話 / 『OGs』OG2シナリオ第37話「武神装攻ダイゼンガー」では、ゼンガーと対等の条件での決着を望むがために窮地に陥った彼を助ける。このマップにおいてGBA版ではNPCであるが、『OGs』ではプレイヤーがスレードゲルミルを操作可能。
OGIN
第5話ではイルムのグルンガストと交戦。グルンガストの回し蹴りで装甲を損傷し、自己修復を行った。その際にグルンガストの脚部をウィングガスト形態の主翼へ変形させたため、装甲にVG合金が使用されていると推測された。
第22話ではゼンガーのダイゼンガーと最終決戦。斬艦刀を折られたものの「星薙の太刀」の如く刀身をエネルギー化し、アースクレイドルの外殻もろともダイゼンガーの左腕を切断した後、メイガスのコアからソフィアを救出してダイゼンガーにカプセルを渡し、マシンセルの制御消失によって崩壊していった。

### ベルゲルミル
マシンセルにより、アースクレイドルに配備されていた量産型ヒュッケバインMk-IIが変化を遂げたもの。
何機か登場するが全てマシンナリー・チルドレン専用機で、パイロット毎に色と性能が異なる。ゲイム・システムの搭載機でもあり、身体能力が通常の人間よりも高いマシンナリー・チルドレンは、システムの悪影響を受けることなく、その機能をフル活用している。
核融合炉はベースとなった量産型ヒュッケバインMk-IIの核融合炉と段違いの出力を誇り、そのため冷却剤の量も倍近くになっている。
イーグレット・イング曰く「ヒステリックな機体」。
名前の由来は、北欧神話に登場する巨人、スルードゲルミルの子「ベルゲルミル」から。
武装
マシンナリー・ライフル (Machine Rifle)
短銃身タイプのライフル。各部を折り畳んで収納可能。『OGs』ではALLW（全体攻撃・ダブルアタック）属性。『OGIN』では銃身下部に刃が付いており、銃剣のような形状になっている。
シックス・スレイブ (Six Plagues)
遠隔操作型兵器。背中にある明王の光背を連想させる円環に付いた六つの勾玉型のオブジェを飛ばして攻撃。命中すると太極図が現れる。『OGs』では飛ばす際に印を結ぶ。
デザイン
デザインはアンソロジー作家津島直人によるもの。スレードゲルミル同様、股間のフロントアーマーにはDCのエンブレムが入っている。
劇中での活躍
α外伝
アンセスター内乱時に暴走したマシンセルにより、アースクレイドルに配備されていた量産型ヒュッケバインMk-IIが変化を遂げたもの。武器の射程、威力がパイロットごとに異なる。ウルズ機はマシンナリーライフルの威力が高く、分身能力も持つ。マシンセルによる修復も相まって、付け入る隙の少ない強敵。アースクレイドルにおける戦闘でほとんどが破壊された。
OG2
連邦から奪取した量産型ヒュッケバインMk-IIをマシンセルで変化させた機体。α外伝では各機まちまちだった性能が統一されており、色が違う程度の差しかない。アースクレイドル戦でイーグレット専用機はクロガネ隊やダイゼンガーによってすべて破壊され、後述の量産機も機能停止した。
OGIN
本作では量産型ヒュッケバインMk-IIが存在しないため、ベースとなった機種は不明。アンサズ機、スリサズ機ともアースクレイドル戦の前に倒されている。

#### 量産型ベルゲルミル
α外伝
ベルゲルミルの量産型で、アンセスターの主力兵器。アースクレイドルに多数配備されているが、すべて自動操縦の無人機である。武装はイーグレット機と同様。また、漫画「ロストチルドレン」にてシックス・スレイブを装備していない量産型ベルゲルミルが登場し、イーグレット・イングが奪取して使用している。色は黒。
OG2
イーグレット・フェフによって生み出された量産型のマシンナリー・チルドレンが搭乗する量産機。作中では活躍することもなくメイガスと共に機能を停止する（『OG2』ではスレードゲルミルの捨て身の特攻、『OGs』では「星薙の太刀」でフェフおよび量産型マシンナリー・チルドレンの機体は破壊されている）。撃墜した敵機はなり損ないの量産型ベルゲルミルとなったほか、アギラがこれに乗り込んで脱出を図るもオウカに阻止され、ラピエサージュの自爆に巻き込まれて破壊された。
OGIN
アースクレイドル内では、この機体のなり損ないに変異せず無限に修復が行われるようになったこと、アギラの搭乗機としてソルグラビリオンが登場したことから、登場しない。
第2次OG
グランド・クリスマスでの決戦で、一部の量産型マシンナリー・チルドレンが搭乗。リニアミサイルランチャーや格闘武器のアーム・ナッター、特殊効果を持つ武装と装備が増えている。

### ゲーム
- スーパーロボット大戦α外伝
- スーパーロボット大戦ORIGINAL GENERATION2
- スーパーロボット大戦OG ORIGINAL GENERATIONS
- スーパーロボット大戦OG外伝
- 第2次スーパーロボット大戦OG
- スーパーロボット大戦OG -ジ・インスペクター-

### 書籍
- バンプレスト『SUPER ROBOT WARS ORIGINAL GENERATION 2 OFFICIAL BOOK』2005年。（『OG2』購入特典）
- バンプレスト『Super Robot Wars OG ORIGINAL GENERATIONS Official Perfect File』2007年。（『OGs』購入特典）
- 『電撃スパロボ! Vol.4』メディアワークス、2006年。ISBN 978-4-8402-3529-7。